# إدي جانون
إدي جانون (بالإنجليزية: Eddie Gannon)‏ (3 يناير 1921 - 31 يوليو 1989) هو لاعب كرة قدم أيرلندي في مركز الوسط. لعب مع شيفيلد وينزداي.

## وصلات خارجية
- إدي جانون على موقع قاعدة بيانات كرة القدم.إي يو (الإنجليزية)
- إدي جانون على موقع ناشيونال فوتبول تيمز (الإنجليزية)